# Adelheid Sandhof
Adelheid Sandhof (* 24. Februar 1950 in Neustrelitz) ist eine deutsche Malerin.

## Leben
Adelheid Sandhof nahm nach dem Schulbesuch in Neubrandenburg mit dem Abiturabschluss 1968 eine Arbeit als Schalterangestellte bei der Deutschen Post und als Keramikmalerin beim Zentrum Bildende Kunst Neubrandenburg auf. Dann studierte sie von 1971 bis 1978 an der Kunsthochschule Berlin in Weissensee bei Fritz Dähn und dem späteren Mentor Dieter Goltzsche. Seitdem ist sie freischaffend tätig, wobei sie von 1978 bis 1981 einen Fördervertrag hatte. Sie war bis 1990 Mitglied des Verbandes Bildender Künstler der DDR. Dann begann sie eine Weiterbildung für psychologische Beratung, die sie über 5 Jahre als Nebentätigkeit ausübte. Von 2000 bis 2007 lebte sie in Konstanz als freischaffende Malerin mit Nebentätigkeiten im sozialen Umfeld.

Seit 2007 lebt und arbeitet Adelheid Sandhof in der Schweiz, zunächst in Rheinau ZH und seit 2013 im Bergdorf Mund Naters. Adelheid Sandhof hat zwei Söhne und eine Tochter.
Sie initiierte und kuratierte die erste Ausstellung des Malers Ernst Schroeder 1986 in Neubrandenburg.
Für sie wichtige Begegnungen waren die mit ihren Kommilitoninnen Sylvia Hagen, Margot Sperling und Gertraud Wendland, dem Geiger Bernhard Forck, der viel gezeichnet wurde, Ernst Schroeder, Manfred Böttcher, Lothar Böhme, Dieter Goltzsche, Werner Stötzer, Albert Wigand, Kurt Querner und Otto Niemeyer-Holstein.
Adelheid Sandhof visualisiert Gesehenes, Erlebtes und arbeitet mit dem Zufall. Sie verwendet in ihrer Malerei Übermalungen, unterschiedliche Materialien und gebrauchte oder gefundene Sammelstücke.
„Oft sind es Dinge, die ihren eigentlichen Gebrauchswert scheinbar schon vergeben haben: getönte Flaschen, Schalen, Zeitungsblätter, Stoffreste, Zuckertüten, aufgespannte Fächer u. a. Eine Sammlung aus täglich Notwendigem und der stillen Welt der Träume.“
„In ihrem Werk steht das Bemühen, die künstlerische Haltung zu entwickeln und darüber ein bestimmtes Lebensverhältnis zu vermitteln, aus sich heraus zu schöpfen, die natürliche Ordnung der Dinge des Lebens aufmerksam beobachten und die Empfindungswelt anderer über die Begegnung mit sich selbst zu berühren.“

## Ausstellungen (Auswahl)
- 1979 und 1984: Bezirkskunstausstellung Neubrandenburg

- 1984: Junge Künstler der DDR, Altes Museum, Berlin

- 1987/88: X. Kunstausstellung der DDR, Dresden

- 1987: Collagen Club Johannes R. Becher, Neubrandenburg
- 1988: Vier Temperamente, Kunstsammlung Neubrandenburg (mit Margot Sperling, Gertraud Wendlandt, Sylvia Hagen)
- 1988: Galerie Mitte Berlin, Personalausstellung mit Zeichnungen und Aquarellen
- 1993: Galerie Friedländer Tor, Neubrandenburg, Personalausstellung
- 1997: Zeitgleich Wollhalle Güstrow, mit Gertraud Wendlandt, Sybille Leifer, [Margret Middell], Annelise Hoge in Güstrow
- 1997: Stipendiaten, Kunstsammlung Neubrandenburg Kunstsammlung Neubrandenburg
- 2010: Vogel, Glas und Wagenrad, Personalausstellung zum 60. Geburtstag, Kunstsammlung Neubrandenburg[2]
- 2012: Frauenbilder in Ost und West, Diva und Heldin, Berlin, Unter den Linden, Gruppenausstellung, Kuratorin Simone Tippach-Schneider[3][4]
- 2013: Artfenster der SGBK in Zürich, neben Kunsthaus
- 2013: Alte Kaserne Winterthur, Personalausstellung, Stillleben,
- 2016: Bergbilder im Alten Werkhof Brig, Personalausstellung, Brig
- 2018: Sommerausstellung (mit visarte Mitgliedern) im Schloss Leuk, in Leuk[5]
- 2018: Installation Landart Twingi[6]
- 2018: Vom Leuchten der Farben, Museum Schwerin, Beteiligung[7]

## Ankäufe und Sammlungen (Auswahl)
- Kunstsammlung Neubrandenburg[8]
- Lindenau-Museum Altenburg[9]
- Kunstarchiv Beeskow
- Museum Schwerin, Staatliche Schlösser, Gärten und Kunstsammlungen Mecklenburg-Vorpommern
- Mediathek Wallis